# Zeměpisná šířka

Modře jsou označena místa se stejnou zeměpisnou šířkou: Rovník plnou čarou a další rovnoběžky přerušovaně.

Zeměpisná šířka je jedna ze zeměpisných souřadnic, určuje polohu na povrchu Země směrem k severu nebo jihu od rovníku. Jde o úhel, který svírá rovina rovníku s normálou referenční plochy v příslušném bodě na povrchu Země. Místa se stejnou zeměpisnou šířkou propojují rovnoběžky. Nultá rovnoběžka se nazývá rovník.
Zeměpisná šířka bývá zaměňována s geocentrickou šířkou, která udává úhel mezi rovinou rovníku a přímkou, procházející středem Země a příslušným bodem na povrchu Země. Na kouli tyto pojmy splývají, ale na elipsoidu a obecně na geoidu se různí.

## Značení
Zeměpisná šířka se značí řeckým písmenem φ a měří se ve stupních. Body ležící na sever od rovníku tj. na severní polokouli mají severní zeměpisnou šířku (zkratka s. š., v anglické literatuře N) Body na jih od rovníku tj. na jižní polokouli mají jižní zeměpisnou šířku (zkratka j. š. nebo S).
Body na rovníku mají zeměpisnou šířku nulovou. Křivky se stejnou zeměpisnou šířkou se nazývají rovnoběžky.

## Rozsah
Zeměpisná šířka je tedy úhel v rozsahu od 0° na rovníku do 90° na pólech (90° S nebo 90° J).
Pokud je udán pouze úhel bez označení pólu, pak kladné hodnoty značí severní polokouli, záporné hodnoty polokouli jižní.

## Rozdělení
Zeměpisnou šířku lze specifikovat i s větší přesností (na úhlové minuty, vteřiny nebo jejich zlomky). Kombinace zeměpisné šířky a zeměpisné délky určuje přesné místo na zemském povrchu.
Jedna minuta zeměpisné šířky je dlouhá asi 1,85 km a posloužila pro definici námořní míle.

## Zeměpisná šířka na Zemi

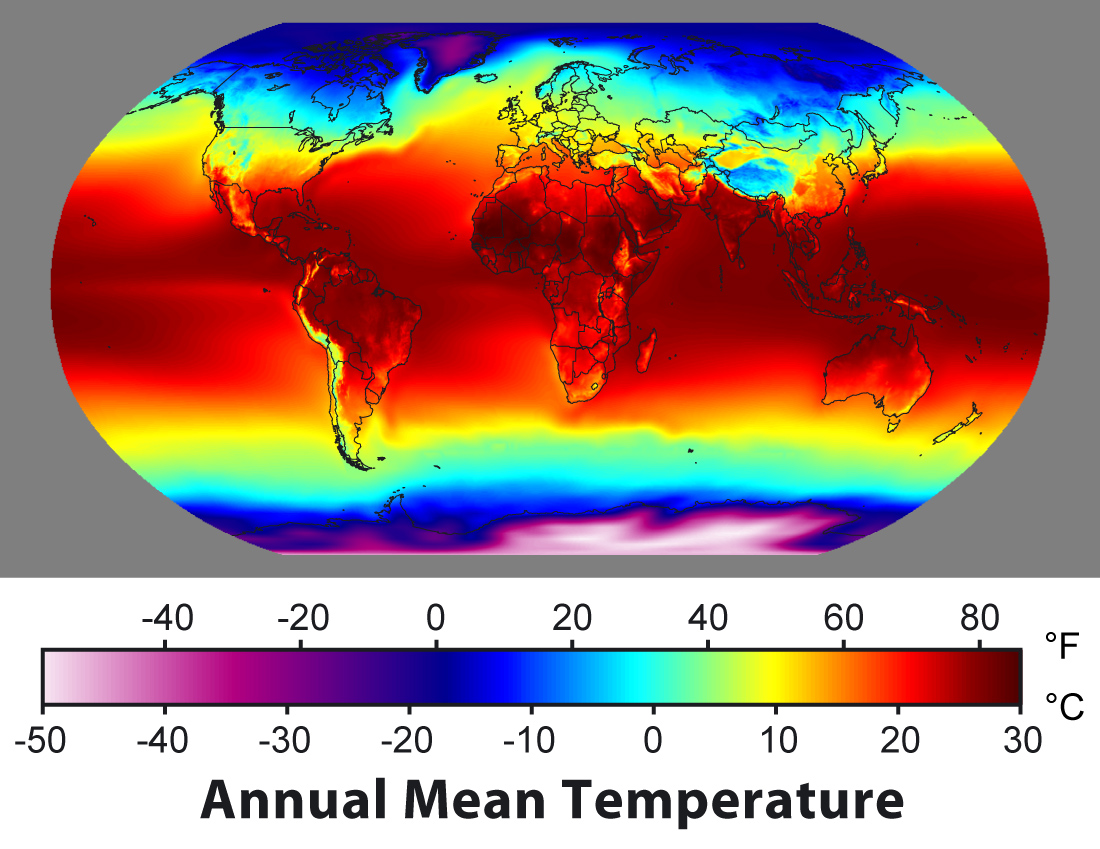
Průměrné teploty na Zemi

Průměrné teploty na Zemi do velké míry závisí právě na zeměpisné šířce.
Kromě rovníku existují ještě čtyři významné rovnoběžky:
- obratník Raka (23°27' s. š.)
- obratník Kozoroha (23°27' j. š.)
- předěl mírného pásu severní polokoule a severního polárního kruhu (66°33' s. š.)
- předěl mírného pásu jižní polokoule a jižního polárního kruhu (66°33' j. š.)

Tyto rovnoběžky souvisejí se sklonem rotační osy. Oddělují na zemském povrchu tropický pás (na které aspoň dvakrát do roka dopadají sluneční paprsky kolmo) od pásů s mírným podnebím (kde není slunce nikdy v zenitu, ale nedochází k polárním nocím) a ty od polárních kruhů (kde dochází k polárním nocím, kdy Slunce aspoň jednou v roce přes den nevstane nad a naopak přes noc neklesne pod horizont).